# 염보성
염보성(1990년 3월 29일~)은 대한민국의 전직 스타크래프트, 스타크래프트 II 프로게이머이다. 아이디는 Sea[Shield], 종족은 테란이다.
은퇴 후 아프리카TV에서 A-염보성!!이라는 닉네임으로 스타크래프트 개인 방송을 하고 있다.

## 선수 이력
2004년부터 프로게이머 활동을 시작하였으며, 2005년 상반기 드래프트에서 이고시스 POS(현 MBC게임 히어로)의 2차 지명으로 입단하였다.
05~06년 K.SWISS배 듀얼토너먼트에서 박정석, 조용호, 홍진호, 강민 등을 꺾으며 스타리그 4번시드를 따내며 앙팡 테리블 , KTF 킬러 등의 별명을 얻었다. 그 결과로 신한은행 스타리그 2006 Season 1 4번시드를 받으며 참가, 최연소 스타리거의 기록을 세웠다.
신한은행 프로리그 08-09에서 주춤한 모습을 보여주었지만 신한은행 프로리그 09-10에서 완벽하게 부활한 모습을 보여주었다.
2010년 7월 29일 빅파일 MSL 2010 16강에서 김택용을 2:0으로 이기고 공식 개인리그에서 첫 8강 진출에 성공하였다.
2011년 11월 MBC게임 히어로가 해체되면서, 포스팅 시스템을 통해 제8프로게임단에 입단하였다.
2012년 10월 제8게임단과의 계약이 만료되어, 해외 프로팀인 팀 리퀴드로 이적하였다.
염보성이 해외팀으로 이적하면서 더 이상 프로리그에서는 볼 수 없을 듯 했으나, 염보성의 소속 팀인 팀 리퀴드와 북미 프로게임단 EG의 연합팀인 EG-리퀴드가 해체된 공군 ACE대신 SK플래닛 스타크래프트 II 프로리그 12-13에 참여하게 되면서 프로리그 로스터에 등록되었고, 다시 프로리그에서 볼 수 있었다. 하지만 결국 2012년 12월 17일 프로게이머를 완전히 은퇴하였다.

## 별명
- 프로리그의 사나이 : 프로리그에 통산 172승 113패 60.4%로 역대 다승 5위가 될만큼 꾸준히 출전하면서 좋은 성적을 기록하여 생긴 별명이다.

- 염16 : 개인리그 16강에는 자주 올라갔지만 그 이상은 대부분 올라가지 못해 생긴 별명이다. 통산 양대리그 16강에 12번이나 진출했지만, 그중에 8강은 2번밖에 올라가지 못했고, 4강 이상은 한번도 올라가지 못했다.

- 양학테란, S급 판독기 : 못하는 선수에게는 매우 강하지만, 잘하는 선수에게는 매우 약해서 생긴 별명이다. 프로리그에서 60.4%의 높은 승률을 기록한 것에 비해 프로리그보다 출전 선수들의 평균 실력이 더 높은 개인리그에서 승률은 43승 53패 44.8%(스타리그 24승 26패, MSL 19승 27패)로 낮으며, 특히 택뱅리쌍처럼 뛰어난 선수들을 상대로는 총 전적 18승 44패 승률 29.0%로 크게 밀린다.(비공식전 포함 김택용에게 3:6, 송병구에게 7:18, 이제동에게 7:12, 이영호에게 1:8)[4][5]

- 태국인 : 한국인이지만 외모가 태국 같은 동남아시아인을 닮아서 생긴 별명이다

## 주요 기록

### 통산 기록
프로게이머 통산 최종 전적 (12.09.02 기준, 비공식전, 스타2 전적 포함)
|             | 경기 | 승-패   | 승률  |
| ----------- | ---- | ------- | ----- |
| 대 테란     | 196  | 121–75  | 61.7% |
| 대 저그     | 221  | 132–89  | 59.7% |
| 대 프로토스 | 220  | 121–99  | 55.0% |
| 총합        | 637  | 374–263 | 58.7% |

- 양대리그 8강 2회, 16강 12회 진출

### 개인리그
- 2005년   1월 : 제9회 커리지 매치 입상
- 2005년 10월 : KTFBigi KeSPA컵 스타크래프트 단체전 3위 (POS)
- 2005년 12월 : 7차 2005 MBCmovies 서바이버리그 진출
- 2006년   1월 : K.SWISS배 듀얼토너먼트 1라운드 1위 (최연소 스타리거)
- 2006년   4월 : 2006 신한은행 스타리그 Season 1 16강
- 2006년   8월 : 2006 신한은행 스타리그 Season 2 16강
- 2007년   1월 : 스카이 프로리그 2006 통합 챔피언전 MVP
- 2007년   5월 : 곰TV MSL 시즌2 16강
- 2007년 10월 : 곰TV MSL 시즌3 32강
- 2008년   1월 : 곰TV MSL 시즌4 16강
- 2008년   2월 : 박카스 스타리그 2008 16강
- 2008년   2월 : 곰TV 스타 인비테이셔널 2008 8강
- 2008년   5월 : EVER 스타리그 2008 16강
- 2008년   6월 : 아레나 MSL 2008 2008 16강
- 2008년   6월 : 블리자드 월드와이드 인비테이셔널(WWI) 2008 스타크래프트 부문 준우승
- 2008년   9월 : 신한은행 프로리그 2008 올스타전 MVP
- 2008년   9월 : 인크루트 스타리그 2008 16강
- 2008년 10월 : 클럽데이 온라인 MSL 2008 32강
- 2008년 12월 : BATOO 스타리그 08~09 36강
- 2009년   1월 : 로스트사가 MSL 2009 32강
- 2009년   6월 : 아발론 MSL 2009 32강
- 2010년   2월 : 하나대투증권 MSL 2010 16강
- 2010년   8월 : 빅파일 MSL 2010 8강
- 2010년   8월 : 대한항공 스타리그 2010 Season 2 8강
- 2010년 10월 : 박카스 스타리그 2010 16강
- 2010년 12월 : 피디팝 MSL 2010 32강
- 2011년   4월 : ABC마트 MSL 2011 32강
- 2011년   6월 : 진에어 스타리그 2011 16강
- 2013년 : 아이템베이 8차 소닉 스타리그 32강
- 2014년 : 픽스 9차 소닉 스타리그 16강
- 2014년 : 위메프 GOM 클래식 시즌4 준우승
- 2014년 : 헝그리앱TV e스포츠 리그 스타크래프트 스페셜매치 2주차 우승
- 2015년 : 헝그리앱 스타즈 리그 위드 콩두 16강
- 2015년 : VANT 36.5 대국민 스타리그 16강
- 2016년 : ASL 아프리카 스타리그 4강
- 2017년 : ASL 아프리카 스타리그 시즌2 준우승